# رود چانوا
رود چانوا (انگلیسی: Chanva) یک رودخانه در سرزمین پرم کشور روسیه است.